# Encephalartos pterogonus
Encephalartos pterogonus är en kärlväxtart som beskrevs av Robert Allen Dyer och Inez Clare Verdoorn. Encephalartos pterogonus ingår i släktet Encephalartos och familjen Zamiaceae. IUCN kategoriserar arten globalt som akut hotad. Inga underarter finns listade i Catalogue of Life.